# Vincenzo Colli
Vincenzo Colli (conocido como Calmeta, Isla de Quíos o Castelnuovo Scrivia, circa 1460 – Roma, 1508) fue un poeta y crítico literario italiano.

## Biografía
Perteneciente a una familia noble originaria de Vigevano, realizó sus estudios en la Academia de Paolo Cortese en Roma alrededor de los años 1490 - 1491, donde entabló amistad con Serafino Aquilano. Se presume que en esos años asumió el alias de Calmeta influido por el personaje homónimo de Filocolo de Giovanni Boccaccio.
Acabados sus estudios, se trasladó a Milán cerca de la Corte del Moro dónde se convirtió en secretario de Beatrice de Este a quien le dedicó un poema en tercetos titulado Triumphi: acá llora su prematura muerte ocurrida en 1497.
Hacia el 1500 estuvo al servicio de Cesare Borgia, siguiéndolo en todos sus viajes entre septiembre y junio del 1501; fue así que estuvo en Roma, en Romaña y Nápoles. Dejó a los Borgia antes de su ruina en 1503 y se trasladó a Urbino donde estuvo al servicio de Hércules Pio y luego de Francesco Maria I de la Rovere.
En este periodo Colli se dedicó de manera intensa a profundizar sus estudios sobre la lengua cortigiana y demostró ser además, un prestigioso crítico con Nove libri della volgare poesia, hoy perdida, en Annotazioni e iudìci y en la nota Vita di Serafino Aquilano publicada en Bolonia en 1504.
Entre sus obras también se encuentran ocho sonetos y tres capítulos de epístolas amorosas publicadas en Venecia en 1507 con el título de Compendio di cose nuove di V. C. ed altri autori. Se le atribuye también como autor de algunos strambotti.